# Planguenoual
Planguenoual är en kommun i departementet Côtes-d'Armor i regionen Bretagne i nordvästra Frankrike. Kommunen ligger i kantonen Pléneuf-Val-André som tillhör arrondissementet Saint-Brieuc. År 2018 hade Planguenoual 2 226 invånare.

## Befolkningsutveckling
Antalet invånare i kommunen Planguenoual
Referens:INSEE